# 4186 Tamashima
4186 Tamashima је астероид главног астероидног појаса са пречником од приближно 27,19 .
Афел астероида је на удаљености од 3,303 астрономских јединица (АЈ) од Сунца, а перихел на 2,915 АЈ.
Ексцентрицитет орбите износи 0,062, инклинација (нагиб) орбите у односу на раван еклиптике 24,087 степени, а орбитални период износи 2003,104 дана (5,484 година).
Апсолутна магнитуда астероида је 11,50 а геометријски албедо 0,060.
Астероид је откривен 18. фебруара 1977. године.